# 格林布什 (喬治亞州)
格林布什（英語：Greenbush）是位於美國喬治亞州沃克縣的一個鬼鎮。由於此地已於1927年被荒廢，本地已無人居住。

## 地理
格林布什的座標為34°38′09″N 85°11′31″W / 34.63583°N 85.19194°W，而該地的平均海拔高度為256米（即840英尺）。